# جاكوب مارتن (لاعب كرة قدم أمريكية شمالية)
جاكوب مارتن (بالإنجليزية: Jacob Martin)‏ هو لاعب كرة قدم أمريكية شمالية ‏ أمريكي، ولد في 11 ديسمبر 1995 في أورورا في الولايات المتحدة.

## وصلات خارجية
- جاكوب مارتن على موقع مرجع كرة القدم المحترفة.كوم (الإنجليزية)